# Caliente
Caliente is een plaats (city) in de Amerikaanse staat Nevada, en valt bestuurlijk gezien onder Lincoln County.

## Demografie
Bij de volkstelling in 2000 werd het aantal inwoners vastgesteld op 1123.
In 2006 is het aantal inwoners door het United States Census Bureau geschat op 1231, een stijging van 108 (9,6%).

## Geografie
Volgens het United States Census Bureau beslaat de plaats een oppervlakte van
4,8 km², geheel bestaande uit land. Caliente ligt op ongeveer 1291 m boven zeeniveau.

## Plaatsen in de nabije omgeving
De onderstaande figuur toont nabijgelegen plaatsen in een straal van 96 km rond Caliente.